# Bixa
Bixa  L. è un genere di pianta appartenente alla famiglia delle Bixacee.

## Tassonomia
Il genere comprende le seguenti specie::
- Bixa arborea Huber
- Bixa atlantica Antar & Sano
- Bixa excelsa Gleason & Krukoff
- Bixa orellana L.
- Bixa platycarpa Ruiz & Pav. ex G.Don
- Bixa urucurana Willd.